# Kozhukkallur
Kozhukkallur es una ciudad censal situada en el distrito de Kozhikode en el estado de Kerala (India). Su población es de 14007 habitantes (2011). Se encuentra a 31 km de Kozhikode.

## Demografía
Según el censo de 2011 la población de Kozhukkallur era de 14007 habitantes, de los cuales 6570 eran hombres y 7437 eran mujeres. Kozhukkallur tiene una tasa media de alfabetización del 94,13%, superior a la media estatal del 94%: la alfabetización masculina es del 97,53%, y la alfabetización femenina del 93,20%.